# Tricypha proxima
Tricypha proxima là một loài bướm đêm thuộc phân họ Arctiinae, họ Erebidae.